# Estación Belorussky
La estación de Belorussky (del ruso: Белорусский вокзал), Archivo de audio "IPA" no encontrado, también conocida como estación de pasajeros Moscú-Smolensk, es una de las nueve estaciones de ferrocarril de Moscú, Rusia. Fue construida en 1870 para cubrir las conexiones desde Moscú a Smolensk, Minsk y Varsovia, y fue reconstruida entre 1910 y 1912. La estación tiene conexión directa con la de Saviólovski y el Aeropuerto Internacional de Moscú-Sheremétievo mediante trenes Aeroexpress.

## Historia
La construcción del ferrocarril desde Moscú a Smolensk, y luego en la dirección de Minsk y Varsovia, se inició en la segunda mitad de 1860. La línea fue llamada Moscú-Smolensk y la construcción de la estación comenzó a finales de abril de 1869. La inauguración de la línea férrea Moscú-Smolensk se llevó a cabo 19 de septiembre de 1870 y la estación fue la sexta en construirse en Moscú. En noviembre de 1871, después de la ampliación de la vía a la ciudad bielorrusa de Brest, la estación fue conocida como Brestski por el nombre de esta ciudad.
A principios de la década de 1890 comenzó la circulación en doble vía, pero debido a la reconstrucción de la estación se interrumpió el servicio para pasajeros. El edificio de recepción, en su diseño actual, data de la reconstrucción de los años 1907-1912. Luego se mantuvo en un estilo neoclásico, en el que se pueden ver elementos del Imperio. El proyecto de las dos alas laterales del edificio fue realizado por el arquitecto Iván Strúkov. El ala derecha fue inaugurado el 25 de mayo de 1910 y el resto el 26 de febrero de 1912. En agosto de 1922 la estación, conocida en ese momento como Aleksándrov, y la línea Moscú-Báltico se fusionaron en la línea Moscú y Bielorrusia-Báltico. En mayo de 1936, después de otra reorganización de los ferrocarriles, la estación recibió su nombre actual.

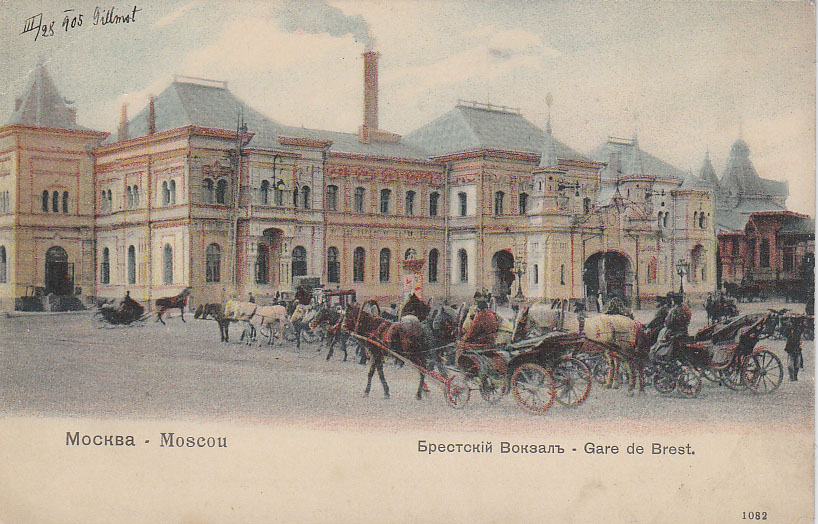
Imagen de la estación conocida entonces como Brestski (1905)
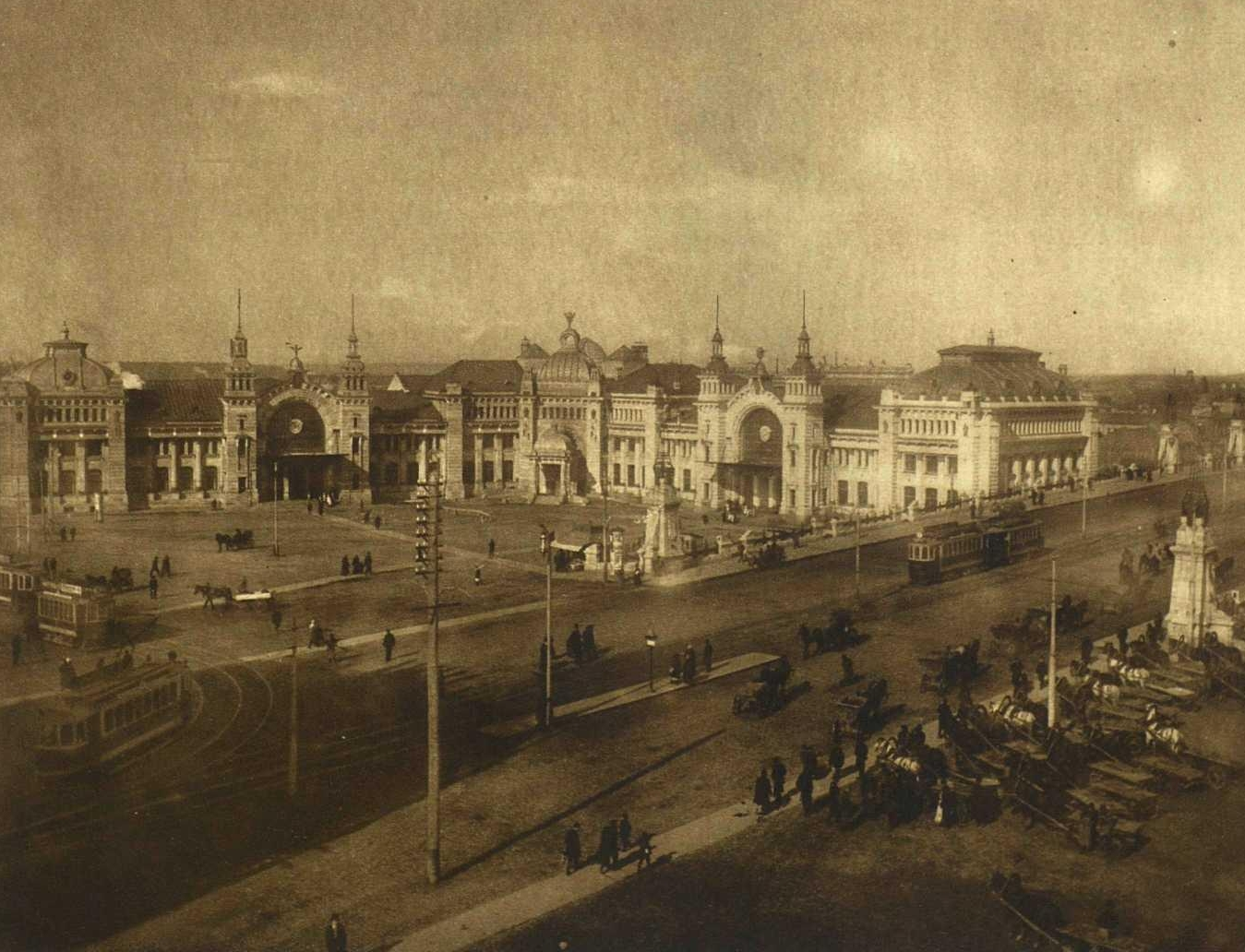
La estación en 1911.
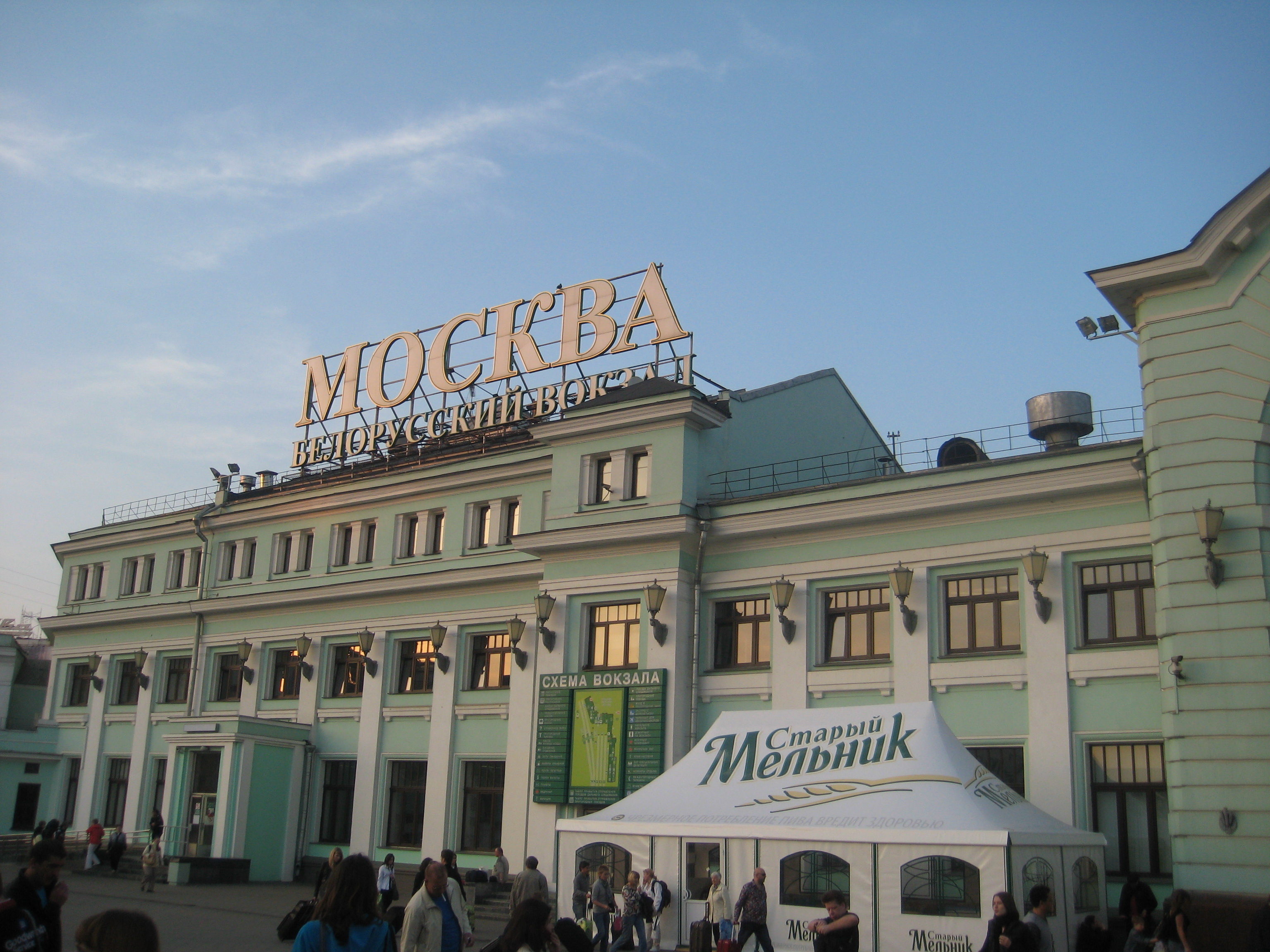
El edificio principal en la actualidad visto desde las vías.
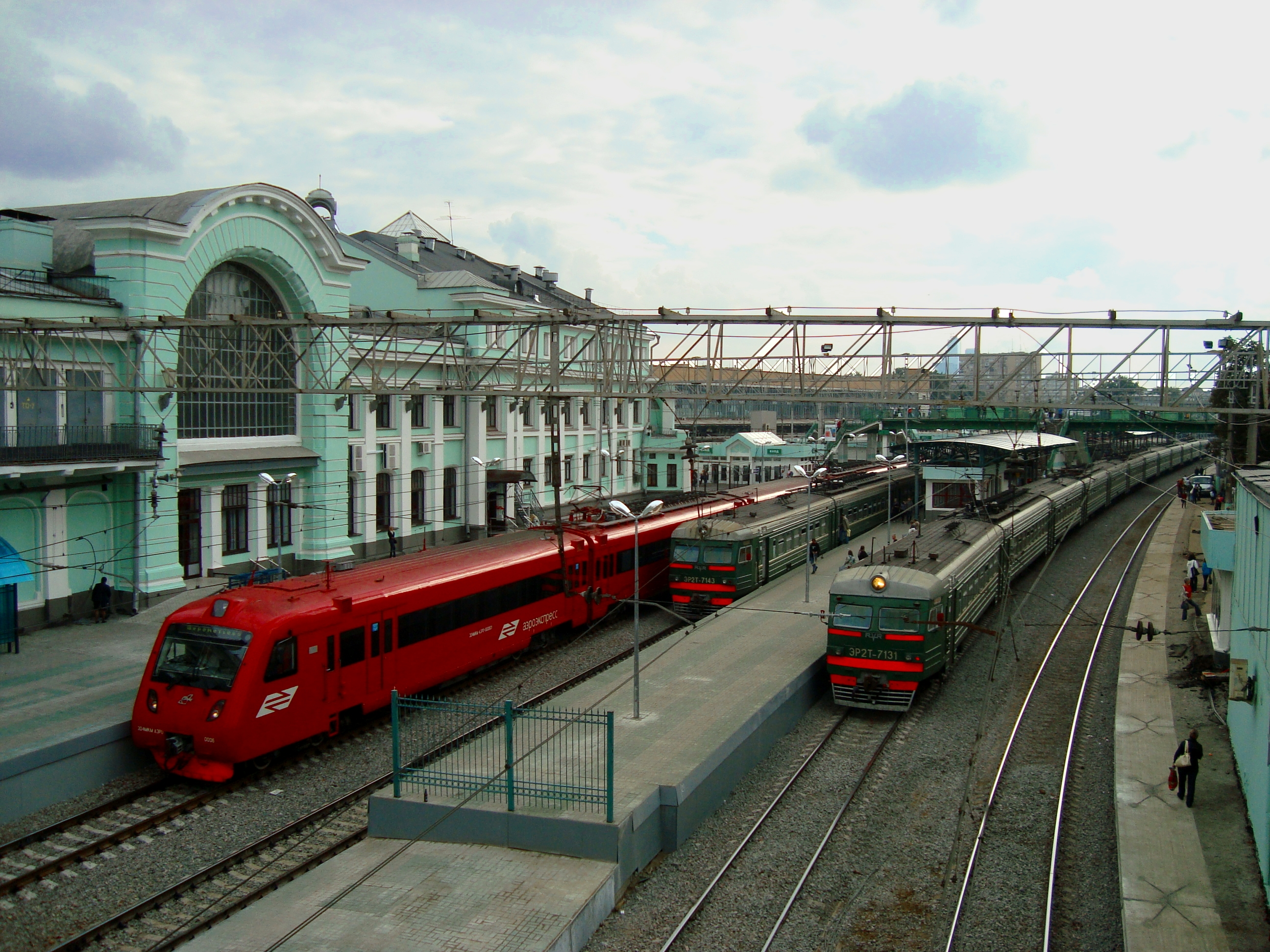
Trenes suburbanos y aeroexpress en Belorussky.

## Trenes y destinos

### Larga distancia
| N.º de tren | Nombre del tren                                            | Destino                                      | Operado por                                  |
| ----------- | ---------------------------------------------------------- | -------------------------------------------- | -------------------------------------------- |
| 001/002     | Bielorrusia (biel, rus: Беларусь)                          | Minsk (Central)                              | Ferrocarriles de Bielorrusia                 |
| 003/004     | Minsk (biel: Мінск, rus: Минск)                            | Minsk (Central)                              | Ferrocarriles de Bielorrusia                 |
| 005/006     | Lietuva (lit: Lietuva)                                     | Vilna                                        | Lietuvos Geležinkeliai                       |
| 009/010     | Polonez (pol: Polonez, rus: Полонез)                       | Varsovia                                     | Polskie Koleje Państwowe Ferrocarriles Rusos |
| 013/014     | Moskvá-Express (ale: Moskau-Express, rus: Москва-Експресс) | Berlín (Zoologischer Garten)                 | Deutsche Bahn Ferrocarriles Rusos            |
| 025/026     | Svíslach (biel: Свіслач, rus: Свислочь)                    | Minsk                                        | Ferrocarriles de Bielorrusia                 |
| 027/028     | Brest (biel: Брэст, rus: Брест)                            | Brest                                        | Ferrocarriles de Bielorrusia                 |
| 029/030     | Yantar (rus: Янтарь)                                       | Kaliningrad                                  | Ferrocarriles Rusos                          |
| 039/040     | Dzvina (bel: Дзвіна, rus: Двина)                           | Pólatsk                                      | Ferrocarriles de Bielorrusia                 |
| 055/056     | Sozh (biel, rus: Сож)                                      | Gómel (trenes: Soligorsk)                    | Ferrocarriles de Bielorrusia                 |
| 077/078     | Nyoman (bel: Нёман, rus: Неман)                            | Hrodna                                       | Ferrocarriles de Bielorrusia                 |
| 601/602     | Rýbinsk (rus: Рыбинск)                                     | Rýbinsk (trenes: Vesegonsk, Pestovo, Úglich) | Ferrocarriles Rusos                          |
| 603/604     | Smolensk (rus: Смоленск)                                   | Smolensk                                     | Ferrocarriles Rusos                          |

### Otros destinos
| País            | Destinos                                         |
| --------------- | ------------------------------------------------ |
| Austria         | Innsbruck, Viena (Westbahnhof)                   |
| Bielorrusia     | Maguilov                                         |
| República Checa | Cheb, Praga                                      |
| Francia         | Niza (Gare de Nice-Ville), Paris (Gare de l'Est) |
| Alemania        | Múnich                                           |
| Holanda         | Ámsterdam                                        |
| Rusia           | Anapa, Arjánguelsk, Cherepovéts, Usinsk, Vorkutá |
| Suiza           | Basilea                                          |
| Ucrania         | Simferópol, Eupatoria                            |